# فاناكولا (مارتنا باريش)
فاناكولا (بالإنجليزية: Vanaküla, Martna Parish)‏ هي قرية تقع في إستونيا في Martna Parish.[بحاجة لمصدر]